# Mike D'Antoni
Michael Andrew D'Antoni (Mullens, Virginia Occidental, 9 de mayo de 1951) es un entrenador de baloncesto estadounidense que actualmente es asesor del entrenador de los New Orleans Pelicans.

## Biografía
Como jugador, jugó en la NBA y también largos años en Italia, donde conquistó numerosos títulos italianos y europeos con el Olimpia Milan. Al finalizar su carrera, era el máximo anotador histórico de ese club. Se hizo ciudadano italiano y jugó con la selección italiana de baloncesto.
Comenzó su trayectoria como entrenador en Italia.
D'Antoni debutó como entrenador en la NBA en la temporada 1998-99, dirigiendo a Denver Nuggets. Posteriormente trabajaría como asistente para Portland Trail Blazers y como ojeador para San Antonio Spurs, durante la campaña 1999-00.
En 2002 fue asistente de Frank Johnson en Phoenix Suns, al año siguiente, le sustituyó al frente del equipo como entrenador principal con 61 partidos por delante. Entrenó durante 5 años a Phoenix Suns (2003-2008), donde ganó el premio al Entrenador del Año en 2005, tras afianzar a los Suns como el mejor equipo de la liga con un balance de 62 victorias y 20 derrotas. Caerían en finales de conferencia ante los Spurs.
Luego dirigió durante 4 temporadas a los New York Knicks (2008-2012) y un breve paso por Los Angeles Lakers (2012-2014).
En junio de 2016 firmó por Houston Rockets, donde volvió a ser elegido Entrenador del Año (2017) y llevó al equipo a Finales de Conferencia. En septiembre de 2020 dejó se ser entrenador de los Rockets.
El 30 de octubre de 2020 se anunció que sería asistente de Steve Nash en el banquillo de Brooklyn Nets.
El 4 de agosto de 2021, se une al cuerpo técnico de New Orleans Pelicans como asesor de banquillo.

## Logros y reconocimientos

### Jugador
- Copa Intercontinental: 1

Olimpia Milano: 1987
- Euroliga: 2

Olimpia Milano: 1987, 1988
- Copa Korać: 1

Olimpia Milano: 1984-85
- Lega Basket Serie A: 5

Olimpia Milano:  1982, 1985, 1986, 1987, 1989
- Copa Italia: 2

Olimpia Milano: 1986, 1986-1987

### Entrenador
- Copa Korać: 1

Olimpia Milano :  1992-1993
- Recopa: 1

Pallacanestro Treviso: 1995
- Lega Basket Serie A: 2

Pallacanestro  Treviso: 1996-97, 2001-02
- Copa Italia: 1

Pallacanestro  Treviso: 1995
- Supercopa italiana: 1

Pallacanestro  Treviso: 2001

### Individual
- 2 veces Entrenador del Año de la NBA (2005, 2017)
- Entrenador All-Star Game de la NBA (2007)
- Uno de los 50 mayores colaboradores de la Euroliga (2008)